# Macbeth (2015)
Macbeth ist ein britisches Filmdrama des Regisseurs Justin Kurzel, welches auf der gleichnamigen Tragödie von William Shakespeare basiert. Michael Fassbender und Marion Cotillard verkörpern als Macbeth und Lady Macbeth die Hauptrollen.
Seine Premiere feierte der Film am 23. Mai 2015 bei den Filmfestspielen in Cannes, wo er im Wettbewerb um die Goldene Palme lief. In die deutschen Kinos kam der Film am 29. Oktober 2015.

## Handlung
Macbeth, zunächst ein treuer Vasall des König Duncan, begegnet in einer Schlacht drei Hexen, die ihm prophezeien, dass er der nächste Than von Cawdor werde und künftiger König von Schottland. Nachdem der erste Teil der Prophezeiung tatsächlich eingetreten ist, drängt seine ehrgeizige Ehefrau darauf, König Duncan während eines Aufenthaltes im Dorf von Macbeth zu töten und die Königskrone an sich zu reißen. Sie selbst betäubt die königlichen Wachen. Macbeth tötet den König mit einem Dolch in seinem Zelt. Der Königssohn Malcolm kommt wenig später in das Zelt, sieht, was Macbeth getan hat und flieht in Furcht. Am nächsten Morgen entdeckt Macduff, dass der König ermordet worden ist.
Weil Malcolm nach England geflohen ist, wird Macbeth zum schottischen König ausgerufen. Getrieben von Schuldgefühlen und der Paranoia, jemand könnte ihn vom Thron stoßen, entwickelt sich Macbeth zu einem grausamen Tyrannen, der vor keinem Mord zurückschreckt, um seine Macht zu festigen. Er lässt seinen Kampfgefährten und Vertrauten Banquo töten, nur dessen Sohn Fleance kann den Häschern entkommen. Auf einem Banquet zum Anlass seiner Krönung sieht Macbeth den Geist Banquos unter den versammelten Gästen.
Macbeth befiehlt, das Schloss seines Widersachers Macduff zu belagern und dessen Frau mit ihren Kindern zu richten. Während seiner blutigen Regentschaft verfallen er und Lady Macbeth, die sich am Ende aus Schuldgefühlen das Leben nimmt, immer mehr dem Wahnsinn.
Die Tyrannei Macbeths beschwört einen Bürgerkrieg hervor. Malcolm hat in England ein Heer um sich gesammelt und zieht zum Königsschloss. Macduff zündet den Wald von Birnam an. In dessen Rauchschwaden findet die letzte Schlacht statt, bei der Macbeth in einem Zweikampf mit Macduff stirbt. Fleance kommt auf das Schlachtfeld und bemächtigt sich des Königsschwerts.

## Synchronisation
Die Synchronisation wurde von RC Production Kunze & Wunder in Berlin produziert. Dialogbuch und Dialogregie übernahm Axel Malzacher.
| Rolle        | Schauspieler       | Sprecher             |
| ------------ | ------------------ | -------------------- |
| Macbeth      | Michael Fassbender | Norman Matt          |
| Lady Macduff | Elizabeth Debicki  | Friederike Walke     |
| Lady Macbeth | Marion Cotillard   | Natascha Geisler     |
| Macduff      | Sean Harris        | Tobias Kluckert      |
| Duncan       | David Thewlis      | Wolfgang Condrus     |
| Malcolm      | Jack Reynor        | Tim Knauer           |
| Banquo       | Paddy Considine    | Sascha Rotermund     |
| Lennox       | David Hayman       | Jochen Striebeck     |
| Rosse        | Ross Anderson      | Manuel Straube       |
| Angus        | James Harkness     | Thaddäus Meilinger   |
| Doktor       | Roy Sampson        | Reinhard Scheunemann |
| Hexe #1      | Seylan Baxter      | Katrin Zimmermann    |
| Hexe #2      | Lynn Kennedy       | Yvonne Greitzke      |
| Hexe #3      | Kayla Fallon       | Christin Quander     |
| Seyton       | Scott Dymond       | Axel Malzacher       |

## Dreharbeiten
Die Dreharbeiten begannen am 6. Februar 2014 und dauerten sieben Wochen. Gedreht wurde in Schottland und England. Unter anderem fanden im Bamburgh Castle in Northumberland und auf der Isle of Skye Dreharbeiten statt.

## Auszeichnungen
Die A.S.C verlieh dem Film den Spotlight Award.
Bei den BIFA 2015 wurde der Film für die Kategorien Bester Film, Bester Schauspieler, Beste Schauspielerin, Beste Regie, Bester Nebendarsteller und Beste Technik nominiert.
Justin Kurzel wurde für seine Regiearbeit bei den Filmfestspielen in Cannes für die Goldene Palme nominiert.
Die Deutsche Film- und Medienbewertung FBW in Wiesbaden verlieh dem Film das Prädikat besonders wertvoll.

## Rezeption
Auf Rotten Tomatoes fielen von den 167 abgegebenen Rezensionen 80 % positiv aus. Die Gesamtwertung liegt bei 7,3/10.
Bei Moviepilot erreichte der Film eine Kritikerwertung von 6,7/10. Die Communitywertung liegt bei 6,6/10.
Filmstarts bewertet die Leistungen mit 3,4/5 Punkten.

## Belege
1. ↑   Freigabebescheinigung für Macbeth. Freiwillige Selbstkontrolle der Filmwirtschaft, Oktober 2015 (PDF; Prüfnummer: 154 800 K).
2. ↑  Alterskennzeichnung für Macbeth. Jugendmedienkommission.
3. ↑  Macbeth. In: Deutsche Synchronkartei. Abgerufen am 13. September 2017.
4. ↑  https://www.screendaily.com/news/macbeth-starts-shoot/5066286.article
5. ↑  John Hopewell: Michael Fassbender, Marion Cotillard Roll on 'Macbeth'. In: variety.com. 6. Februar 2014, abgerufen am 5. März 2024 (englisch).
6. ↑  https://www.chroniclelive.co.uk/lifestyle/showbiz/hollywood-a-lister-michael-fassbender-filming-6748107
7. ↑  Archivierte Kopie (Memento des Originals vom 19. April 2015 im Internet Archive)  Info: Der Archivlink wurde automatisch eingesetzt und noch nicht geprüft. Bitte prüfe Original- und Archivlink gemäß Anleitung und entferne dann diesen Hinweis.